# Rosiers-d'Égletons
Rosiers-d'Égletons é uma comuna francesa na região administrativa da Nova Aquitânia, no departamento de Corrèze. Estende-se por uma área de 38,09 km². Em 2010 a comuna tinha 1 111 habitantes (densidade: 29,2 hab./km²).
Nessa cidade nasceu o Papa Clemente VI